# チャガタイ家
チャガタイ家（-け）は、チンギス・ハーンの次男であるチャガタイから始まる家系である。

## 成立
チャガタイは父の存命中から多くの戦功を挙げてきたため、中央アジア一帯に所領を与えられ、チャガタイ・ハン国の始祖となった。チャガタイは長兄のジョチと出生をめぐって衝突することも少なくなかったため、一族の和を重んじるチンギスからは後継者から除外された。
オゴデイ時代には実兄という立場からモンゴル帝国の重鎮として活躍し、一方で孫のブリらをバトゥのヨーロッパ遠征に参加させた。1241年にオゴデイが死去すると帝国最長老として重きを成すも、1242年に死去した。これにより第3代ハーンをめぐって帝国内でチャガタイ・オゴデイ家連合とトルイ・ジョチ家連合が争うことになった。

## トルイ家との対立
チャガタイ・ハン国もチャガタイの死で混乱する。チャガタイの長男モエトゥケンは早くに戦死していたため、その後を継いだのは孫のカラ・フレグであったが、若年のために国内は混乱した。そのため、帝国の第3代ハーンにオゴデイ家のグユクが即位すると、チャガタイ家の支持を確実なものにしようとしたグユクの干渉に遭い、カラ・フレグは廃されてイェス・モンケが後継者となった。グユクがわずか2年という短い在位に終わると、またも両家連合は第4代ハーン位をめぐって争うが、オゴデイ家もチャガタイ家も先年に有力者が没して人材を欠いていたため、1251年にトルイ家のモンケが継ぐことになり、以後は徹底的なジョチ・トルイ両家の粛清に遭う。ブリやイェス・モンケらは殺され、皇后のオルガナがモンケの傀儡として立てられたのである。
モンケの死後、弟のクビライとアリクブケの間で帝位継承戦争が起きると、自身の基盤を固めようとしたアリクブケの干渉に遭ってオルガナは廃され、アルグが継ぐ。だがアルグは旗色が悪くなったアリクブケを見捨ててクビライを支持、これが要因になってアリクブケは敗れた。クビライ支持者だったアルグが1266年に死去すると、養子のムバーラク・シャーが継いだ。しかしクビライもチャガタイ家に干渉し、当時自らの近臣だった、チャガタイの孫に当たるバラクを新たな君主に立てる。だがバラクはクビライの宗主権を完全に無視して、反クビライ派の巨頭だったカイドゥと同盟を結んで対抗した。1270年には親クビライ派のイルハン朝を攻めるが、アバカに大敗して一気に勢力を失い、最後はカイドゥによって殺害された。以後、チャガタイ・ハン国はカイドゥの実質的支配下で傀儡の君主が立てられる。
1301年にカイドゥが死去すると、バラクの子であるドゥアは、逆に後継者争いで混乱するオゴデイ・ハン国に介入、一方で長年敵対していたクビライ家とも和睦した。ドゥアは中央アジアからインド北部にかけて一大勢力を築き上げ、国家体制を固めた事実上の建国者・英主であったが、カイドゥの死からわずか6年で死去した。

## 東西分裂
以後、チャガタイ家はドゥア系が後を継ぐことになるが、後継者争いなどで少なからず混乱し、1326年にケベクが死去すると、東西に分裂した。
西チャガタイ・ハン国ではアミールの権力争いが頻発した。一時は東のトゥグルク・ティムールの侵入を受けて併合されたが、ティムールの反乱とトゥグルク・ティムールの早世で短期で挫折した。トゥグルク・ティムールの死後に西チャガタイ・ハン国で覇権を確立したティムールは、1370年にティムール朝を成立された。以後、チャガタイ王家は傀儡の君主として立てられるが（ティムールにとって弱かったのは、自らがチンギスの血を引いていないという事実であり、このため傀儡を立てたり王女を妃に迎えたりして権威付けをする必要があった）、ティムール朝の支配が固まると、それも立てられなくなった。ちなみに、西チャガタイ・ハン国では51年間の間に15人の君主が立てられるという混乱ぶりだった。
東チャガタイ・ハン国でもアミールらによる争いが頻発した。英主トゥグルク・ティムールが現れて一時的に両ハン国が統一されたが、その早世とティムールの介入による服属で結局は衰退する。なお、トゥグルク・ティムールによって再編された東チャガタイ・ハン国はモグーリスタン・ハン国とも呼ばれる。

## チャガタイ家の消滅
16世紀には、チャガタイの末裔の王族たちはヤルカンド・ハン国を形成してタリム盆地西部のオアシスの支配者になっていたが、政治の実権は次第にイスラム神秘主義教団のホージャたちに奪われていった。1680年、タリム盆地がチベット仏教徒のジュンガルの手に落ち、これによりチャガタイ家系のハンによる政権は消滅した。